# Salaire d'un dollar symbolique

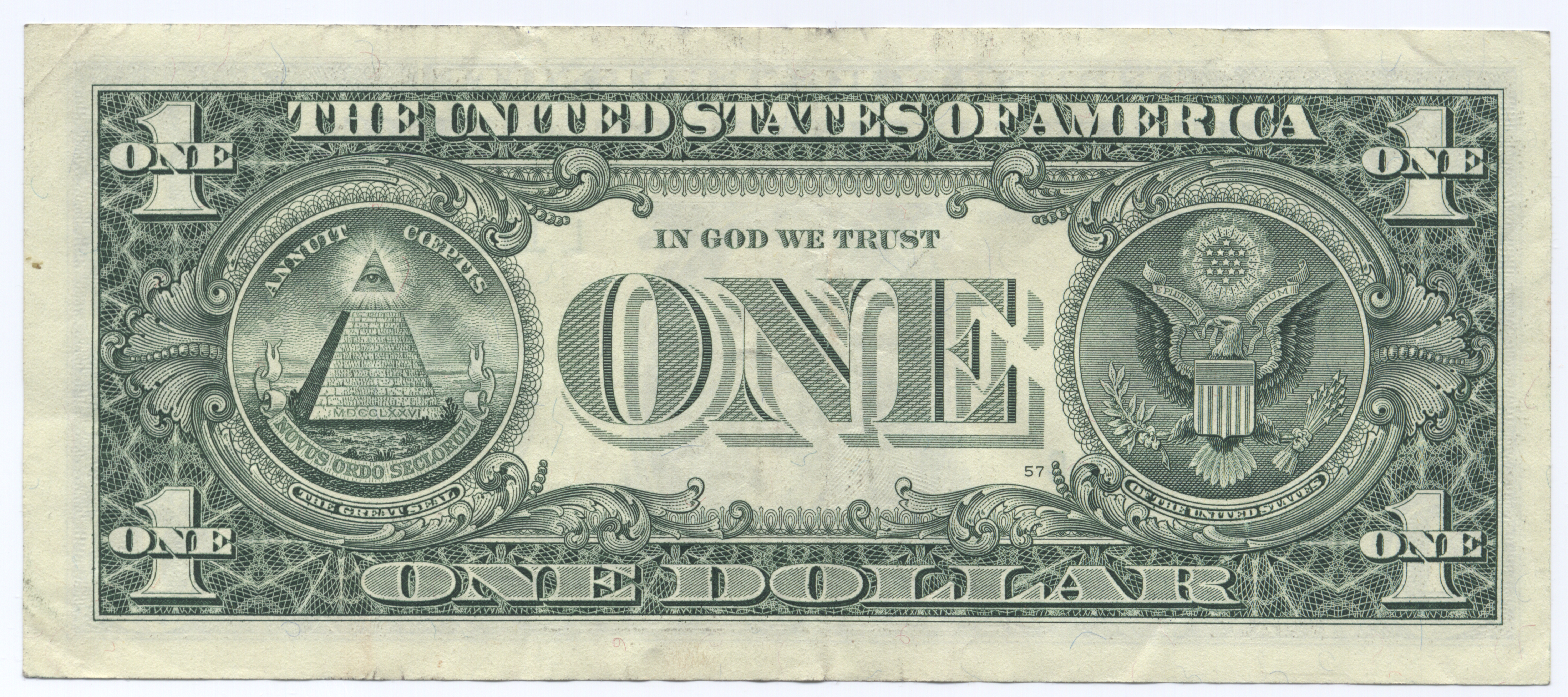
Billet d'un dollar américain.

Le salaire d'un dollar symbolique est la rémunération annuelle symbolique, d'une valeur d'un dollar américain, que certains dirigeants d'entreprise américains, ou personnalités politiques, choisissent de se verser, renonçant ainsi au salaire du poste qu'ils occupent. 

## Politique
Michael Bloomberg en tant que maire de New York, Arnold Schwarzenegger en tant que gouverneur de Californie, ou Mitt Romney en tant que gouverneur du Massachusetts, ont par exemple exercé leur mandat d'élu pour un salaire annuel d'un dollar américain.
Donald Trump, en tant que 45e président des États-Unis, rejoindra la liste des personnages politiques qui ne toucheront qu'un dollar symbolique, pendant les 4 années de son mandat.

## Secteur privé
Larry Page, cofondateur de Google et directeur général d'Alphabet, et John Mackey, PDG de la chaîne américaine de supermarchés Whole Foods, avaient en 2016 une rémunération annuelle d'un dollar.